# ألبرت سميث (لاعب كرة قدم بريطاني)
ألبرت سميث (بالإنجليزية: Albert Smith)‏ هو لاعب كرة قدم بريطاني، (ولد في Camberwell ‏ في المملكة المتحدة 1900  م). لعب مع برادفورد سيتي وهدرسفيلد تاون.